# Děkov
Děkov är en ort i Tjeckien.   Den ligger i regionen Mellersta Böhmen, i den västra delen av landet, 60 km väster om huvudstaden Prag. Děkov ligger 372 meter över havet och antalet invånare är 191.
Terrängen runt Děkov är huvudsakligen platt, men söderut är den kuperad. Runt Děkov är det ganska tätbefolkat, med 65 invånare per kvadratkilometer. Närmaste större samhälle är Žatec, 17,3 km norr om Děkov. Trakten runt Děkov består till största delen av jordbruksmark.